# 向克祉
向克祉（今歸仁按司朝容，1582年—1609年）是琉球國第二尚氏王朝時期的北山監守（1596年至1609年任職）。向氏具志川家第五世。他是向和賢的次子，童名眞市金，號宗清。
1596年，因長兄向克順病逝無子，由他繼承家督之位，領今歸仁間切總地頭職，兼任北山監守。1609年，薩摩入侵琉球，登陸古宇利島，隨後在運天港登陸，攻擊今歸仁城。向克祉率兵防禦，因寡不敵眾，且武器落後，今歸仁城被佔領，向克祉戰死。

## 家族
- 父：
  - 向和賢（今歸仁按司朝敦，向氏具志川家第三世）
- 母；
  - 眞牛金
- 兄：
  - 向克順（今歸仁按司朝效，向氏具志川家第四世，未婚，無嗣）

- 妻室：
  - 向氏眞鍋樽
- 子女：
  - 長子：向繩祖（今歸仁按司朝經，向氏具志川家第六世，娶向氏本部按司朝安女宇志掛按司（童名眞比樽））
  - 次子：向繩武（娶中宗根親雲上女阿應理屋惠按司（童名思乙金））
- 女：眞呉勢（嫁孟氏伊野波親雲上宗常）